# Pachyphyllum squarrosum
Pachyphyllum squarrosum är en orkidéart som beskrevs av John Lindley. Pachyphyllum squarrosum ingår i släktet Pachyphyllum och familjen orkidéer. Inga underarter finns listade i Catalogue of Life.